# Miriam Medrez

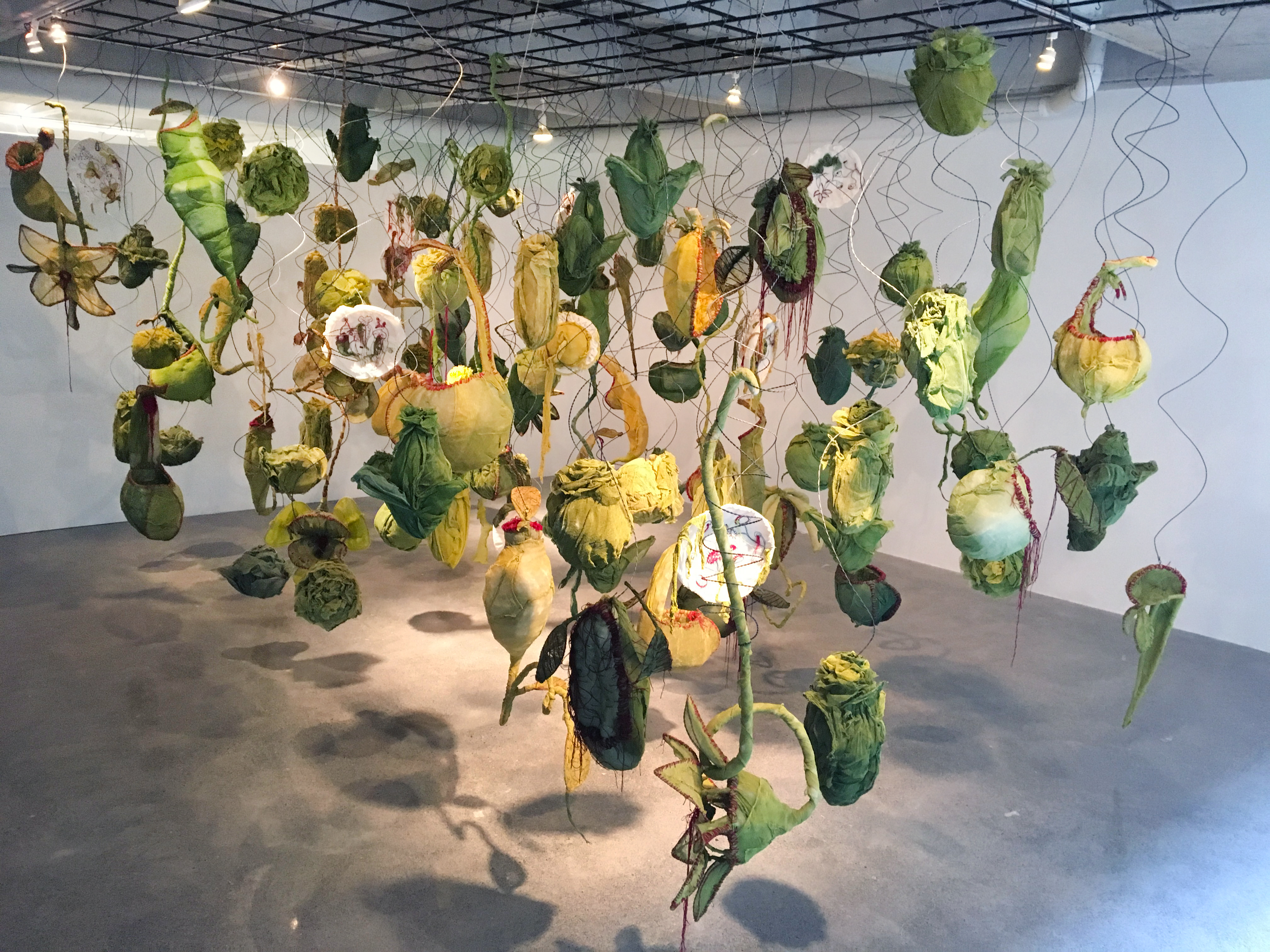
Talla Cero., Instalación de Miriam Medrez. Galería Emma Molina en Monterrey 2016.

Miriam Medrez (Ciudad de México, 1958) es una escultora mexicana. Es reconocida por el manejo del cuerpo femenino en su obra, especialmente en sus proyectos escultóricos en tela.

## Formación
En 1976 estudió la especialidad de Arte y Diseño Gráfico en la Universidad de Concordia en Montreal, Canadá. En 1979 egresó de la licenciatura en Artes Plásticas en la Escuela Nacional de Artes Plásticas de la Universidad Nacional Autónoma de México (ENAP-UNAM).
En 1977 fue asistente de profesor en la Universidad de Betzalel en Jerusalén, Israel. Tomó cursos de arte efímero y de arte permanente en Monterrey, en el Taller de Instalación Helen Escobedo.
Para estudiar escultura, se incorporó a diferentes talleres destacando el de Gilberto Aceves Navarro en dibujo, Jesús Martínez en grabado y Armando Torres Michua. En el campo de la tridimensionalidad jugaron un papel importante el manejo de los materiales que aprendió con el maestro Luis Nishizawa quien conocía ampliamente técnicas como la cera, la resina y el encausto.
La presencia de la maestra Gerda Gruber, en su formación como escultora fue muy importante.  Gruber llega a México de Checoslovaquia y un año después de su arribo en el año de 1976, abrió el primer taller de escultura en barro y cerámica de la ENAP-Xochimilco. En colaboración con sus primeros alumnos edificaron el horno de cerámica (en las nuevas instalaciones universitarias) el cual en su primera fase es realizado con leña, ante la escasez de recursos materiales.
La vida estudiantil de Miriam Medrez, al igual que la de sus compañeros de generación, estuvo marcada por el cambio de espacio físico de la ENAP hacia a la zona de Xochimilco (periferia de la zona urbana de la Ciudad de México). Esta mudanza fue substancial debido a la lejanía y a la precariedad de los recursos durante los primeros años en esta nueva sede (1977-1978). Sumando a estos cambios debemos agregar las transformaciones curriculares de la ENAP-Xochimilco avocadas a centrar las prácticas artísticas en modelos de profesionalización.
Fue de esta manera que Miriam Medrez se concentró en la formación de habilidades escultóricas, bajo la asesoría de la maestra Gerda Gruber quien inculcaba a sus discípulos una disciplina constante mediante el compromiso dentro del aula impulsándolos a pensar escultóricamente desde un lenguaje artístico. Insistiendo en formar escultores(as) competentes en México y en el extranjero dándole otro nivel a la cerámica, sacándola de la dependencia de la imagen bidimensional y de la pintura tradicional.  Entre los integrantes de la generación que estudiaron en la misma época que Miriam Medrez podemos destacar a Rosario Guillermo, Martha Rotenberg (Argentina), Evelyn Cleveland (Brasil) y Román Garza (México) entre otros. 

## Obra
En el año de 1984 Miriam Medrez cambia su residencia a la ciudad de Monterrey empezando una nueva etapa personal y profesional en la sultana del norte. Durante este periodo se incorporó durante un año al taller experimental de creación de la extinta empresa Cerámica Regiomontana S.A:, dicho taller funcionaba bajo la coordinación de Roberta y Cristina Brittingham. Ellas invitaron a la ciudad a la maestra Gerda Gruber a principios de la década de los ochenta y en colaboración con ella instalaron hornos suficientemente grandes para producir esculturas en series de gran formato.
En ese mismo año Rosy Loyola coordinadora de la Casa de la Cultura de Nuevo León programó la primera exposición individual de Miriam Medrez que llevó por título: “Las gordas, los perros y el mar”. Sobre la formación y la agencia artística adquirida por Miriam Medrez durante su formación como escultora el crítico de arte regiomontano Xavier Moyssen menciona lo siguiente "la generación a la que pertenece Miriam Medrez debe ser una de las últimas que se formó de acuerdo a los patrones de la educación artística que la Modernidad fue concibiendo para capacitar a sus productores. Uno de los valores inamovibles que esta institución fue pasando de maestro a alumno a lo largo de los años, fue el de la especialidad del productor, o quizás mejor debiéramos decir, su exclusividad."
En el año de 1985 Miriam Medrez instaló su propio taller en la ciudad de Monterrey. Iniciando un diálogo creativo de características multidisciplinarias con la artista conceptual Adriana Margaín bajo dinámicas que iban desde el diseño de pequeños collages hasta arte objeto.
En el año de 1995 realizó una exposición individual "Asalto de recuerdos" en el Museo MARCO de la ciudad de Monterrey importante referencia debido a que ha sido una de las pocas artistas locales que han expuesto en este espacio de manera individual, además de la pintora Silvia Ordóñez.
Durante un año sabático (1997) Medrez se traslada con su familia a Israel, colaborando con la Universidad de Betzalel en Jerusalén, cubriendo una plaza de asistente de profesor de escultura en la Escuela de Artes.

## El cuerpo femenino
Una constante que ha marcado la producción escultórica de Medrez durante el periodo comprendido entre 1984 hasta el año 2004, ha sido el cuerpo femenino como contenedor de cambios interiores mediante un diálogo con el entorno. Sublimando sus vivencias como mujer y como escultora un territorio trazado desde la tridimensionalidad. La crítica de arte y psicoanalista Esther Leal menciona lo siguiente "al igual que otras mujeres en las últimas décadas, Miriam Medrez ha escrito sobre su cuerpo, se ha tenido que inventar y reinventar para poder asumirse una. Sin requerir de la subversión o la confrontación directa, ni tampoco, por otro lado, cayendo en el esencialismo. Ella va representando-se al margen del orden simbólico patriarcal, creando sus propios términos de representación."

## Zurciendo esculturas
Hacia el año de 2004 su discurso interior agotó el diálogo con su propio cuerpo, desplazándose hacia un entorno orgánico y por la actividad textil. Zurciendo desde el cuerpo, bordando y haciendo trayectorias narrativas desde sus acciones sobre las telas dialogan desde un nuevo marco narrativo. Desplegando telas y encuentros con estas nuevas superficies para arroparse, cobijarse, envolverse. Sensibilizando sutilezas, colores y puntadas. Todo este nuevo mundo en tensión ofrece una riqueza de vocabulario a su actividad como escultora.
“Zurciendo y Lo que los ojos no alcanzan a ver, dos proyectos escultóricos en tela desarrollados por Miriam Medrez en los últimos años, continúan, enriquecen y profundizan el proyecto de autocreación que ha constituido el eje de su trayectoria artística desde hace años, Centrado en la figura del desnudo femenino y su multiplicación dentro de su diversidad de actividades, con cierta alusión originaria o primigenia, y a la vez con una visión contemporánea ineludible.” Karen Cordero.

## Docencia
- 1978-1979 Fue asistente de la maestra Gerda Gruber, mientras realizaba su servicio social en la ENAP-Xochimilco.
- En 1997 fue asistente del profesor de escultura de la Universidad de Betzalel, Jerusalén, Israel.
- 2006 - 2007 Fue maestra de escultural en el Centro de Estudios Superiores de Diseño de Monterrey.
- En la Universidad Veracruzana en el año de 2007, impartió una conferencia magistral sobre su trabajo como escultura, dentro del Simposio Internacional de Cerámica escultórica monumental. Este evento se realizó en la ciudad de Xalapa con apoyo del Gobierno de Estado, la Universidad Veracruzana (UV) y el Instituto Veracruzano de Cultural (IVEC), La ceiba gráfica y el H. Ayuntamiento de la ciudad de Xalapa. La memoria de esta conferencia se encuentra a resguardo en la videoteca universitaria[6]
- 2011 Impartió un curso de escultura en el espacio cultural CASA Centro de las Artes de San Agustín, Etla en Oaxaca, México.

## Exposiciones individuales
- 1984 "Las gordas, los perros y el mar" Galería de la Casa de la Cultura de Nuevo León, Monterrey.
- 1985 "El pescado", Galería Collage, Monterrey.
- 1985 "Alquimia sin secreto", Casa del Lago, Bosque de Chapultepec UNAM, Ciudad de México.
- 1989 "Cerámica" Galería Arte Actual Mexicano, San Pedro Garza García, Nuevo León.
- 1990 "Mujeres acompañadas de perros" Galería Arte Actual Mexicano, San Pedro Garza García, Nuevo León.
- 1995 "Asalto de recuerdos" Museo de Arte Contemporáneo de Monterrey MARCO.
- 1999 "Trayectos" Galería Ramis Barquet, San Pedro Garza García, Nuevo León.
- 2004 "Pieza del mes de diciembre" Museo de Arte Contemporáneo de Monterrey MARCO.
- 2005 "Escribiendo esculturas. . . 23 frases" Museo de Arte de Zapopan, Jalisco MAZ.
- 2006 "Del desierto" Museo de Hacienda y Crédito Público" Ciudad de México.
- 2008 "La estructura de la piel" Patio de las esculturas del Museo de Arte Contemporáneo de Monterrey MARCO
- 2008 "La estructura de la piel" Centro de las Artes de San Luis Potosí.
- 2011 "Zurciendo", "Lo que los ojos no alcanzan a ver" CREARTE del Instituto de Cultura de Baja California, Ensenada Baja California Norte.
- 2013 "Hilvanando identidades" Museo de Arte de Querétaro.
- 2013 "Cuerpo. Ausencia" Capilla del arte de la Universidad de las Américas UDLAP en Puebla de los Ángeles.
- 2014 "Entretejidos" Celda Contemporánea en el Claustro de Sor Juana, Ciudad de México.
- 2014 "Vestidos invertidos" Galería Emma Molina en colaboración con el Instituto Cultural de México en San Antonio Texas.
- 2016 "Talla O" Galería Emma Molina, Monterrey.

## Exposiciones colectivas
Con más de 80 muestras colectivas en México y en el extranjero. Su trabajo se ha expuesto en Austria, Canadá, China, Francia, Irlanda, Dinamarca, Estados Unidos, Israel y Venezuela. Algunas de sus obras se encuentran en colecciones públicas y privadas. 

## Becas, premios y reconocimientos
Ganadora de importantes reconocimientos nacionales e internacionales. Becaria del Sistema Nacional de Creadores FONCA-CONACULTA. En el año 2014 ganó el Premio Contextile en la Bienal de Arte Textil Contemporánea, en la Ciudad de Guiñaréis, Portugal.En el año de 1998 fue acreedora del Gran Premio de Adquisición de escultura en la Bienal FEMSA, Monterrey con la pieza "Trayectos".
- 1985 Mención honorífica “Otras expresiones” Centro de Arte Vitro, Monterrey Nuevo León México.
- 1986 Segundo lugar “Otras expresiones” Centro de Arte Vitro, Monterrey Nuevo León México.
- 1990 Premio “Primera Bienal de Cerámica en Arte”, Instituto Nacional de Bellas Artes; Ciudad de México.
- 1998 Premio de adquisición “Bienal Monterrey FEMSA 1998” Museo de Monterrey Monterrey Nuevo León, México.
- 2005 Primer lugar “Premio Bernardo Elosua” Soporte/papel Arte A.C.  Monterrey Nuevo León.
- 2005 Premio de adquisición Bienal de Arte en Cerámica “Premio Nuevo León 2005” Monterrey Nuevo León.
- 2005 Mención honorífica Bienal de Arte en Cerámica “Premio Nuevo León 2005”
- 2006 Entra al padrón del Sistema Nacional de Creadores de Arte FONCA-CONACULTA, Ciudad de México.
- 2007 Mención honorífica en la categoría de “escultura” Premio Bernardo Elosua, Arte A.C. Monterrey Nuevo León, México.
- 2011 Miembro del Sistema Nacional de Creadores de Arte FONCA-CONACULTA
- 2014 Beca del sistema Nacional de creadores 2014-2017
- 2014 Premio de adquisición Contextile 2014, Bienal de Arte textil, Guiñaréis, Portugal.[8]
- 2016 Premio a las Artes de la UANL otorgado por la Universidad Autónoma de Nuevo León

## Cronología de obras
- Serie Las pelotas (1993-1994)
- Serie Las cucharas (1993-1994)
- Serie Los conos (1994)
- Serie Bañistas (2000)
- Serie Trayectorias (2004-2006)
- Del Desierto (2004-2006)
- Serie Columnas, vértebras, estructuras (2007)
- Porcelana (2008)
- Estructura de la piel (2008)
- Hundimientos y Abultaciones (2009-2010)
- Zurciendo (2009-2010)
- Naturaleza desdoblada (2009-2010)
- Lo que los ojos no alcanzan a ver (2011)

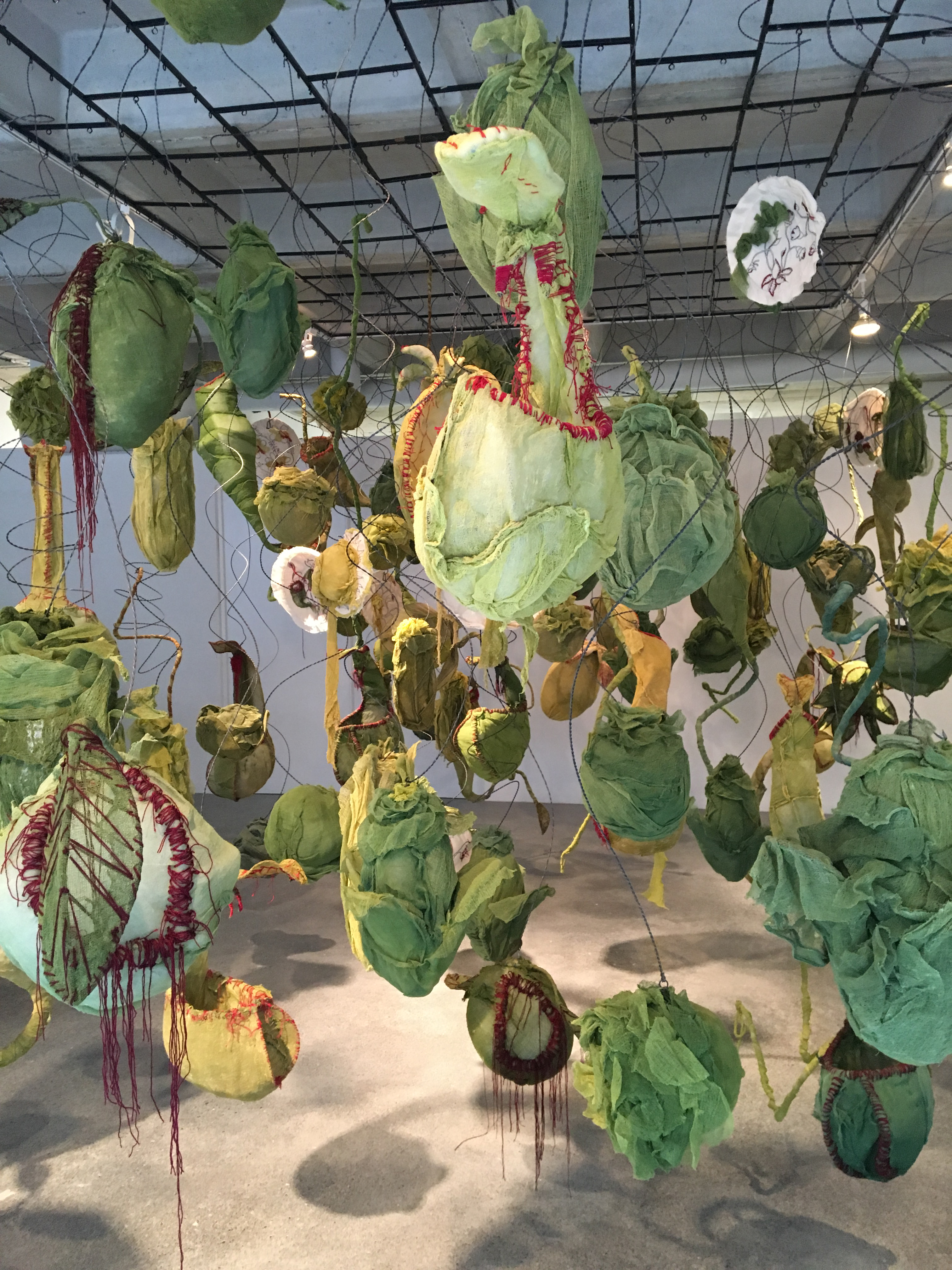
Talla Cero, Instalación de Miriam Medrez. Galería Emma Molina en Monterrey 2016.

- Vestidos Invertidos (2012)
- Talla Cero (2013-2016)
- Talla Cero, Instalación de Miriam Medrez. Galería Emma Molina en Monterrey 2016.